# Olhugiri (Lhaviyani)
Pour les articles homonymes, voir Olhugiri.
Olhugiri est une petite île inhabitée des Maldives. Elle semble avoir récemment disparu.

## Géographie
Olhugiri est située dans le centre des Maldives, au Sud-Ouest de l'atoll Faadhippolhu, dans la subdivision de Lhaviyani. 